# Rally dell'Acropoli 1999
Il Rally dell'Acropoli 1999, ufficialmente denominato 46th Acropolis Rally of Greece, è stata l'ottava prova del campionato del mondo rally 1999 nonché la quarantaseiesima edizione della manifestazione e la venticinquesima con valenza mondiale. La manifestazione si è svolta dal 6 al 9 giugno sui rocciosi sterrati ellenici con base ad Agioi Theodoroi.
L'evento è stato vinto dal britannico Richard Burns, navigato dal connazionale Robert Reid, al volante di una Subaru Impreza WRC99 del Subaru World Rally Team ufficiale, davanti alla coppia spagnola formata da Carlos Sainz e Luis Moya, su Toyota Corolla WRC del Toyota Castrol Team, e a quella finlandese composta da Tommi Mäkinen e Risto Mannisenmäki, su Mitsubishi Lancer Evo VI della squadra Marlboro Mitsubishi Ralliart.

## Dati della prova
| Denominazione ufficiale             | Acropolis Rally of Greece |
| Edizione N°                         | 46 |
| Tappa N°                            | 8 di 14 |
| Data manifestazione                 | da venerdì 06/06/1999 a domenica 09/06/1999 |
| Sede ospitante                      | Agioi Theodoroi (Corinzia, Peloponneso) |
| Sede parco assistenza               | Prima frazione: Anavyssos (Attica Orientale, Attica) e Oinoi (Attica Occidentale, Attica); Agioi Theodoroi (Corinzia, Peloponneso). Seconda frazione: Itea e Gravia (Focide, Grecia Centrale); Agioi Theodoroi. Terza frazione: Agioi Theodoroi e Oinoi. |
| Superficie                          | Terra |
| Iscritti                            | 113 |
| Partiti                             | 105 |
| Arrivati                            | 47 (44,8%) |
| Prove speciali                      | 21 |
| Prova più breve                     | 2,40 km (PS1: Marlboro Super Stage) |
| Prova più lunga                     | 28,85 km (PS9: Bauxites - Karoutes) |
| Prova più lenta                     | velocità media di 63,72 km/h (PS1: Marlboro Super Stage) |
| Prova più veloce                    | velocità media di 118,04 km/h (PS4: Telestet Skourta 1) |
| Lunghezza prove speciali            | 376,06 km (27,6% della distanza totale) |
| Lunghezza complessiva trasferimenti | 987,91 km |
| Distanza totale                     | 1363,97 km |

## Itinerario
| Frazione   | Data   | Prova  | Ora    | Nome                                  | Lunghezza | Totale    |
| ---------- | ------ | ------ | ------ | ------------------------------------- | --------- | --------- |
| Frazione 1 | 6 giu  |        | 12:40  | Assistenza – Anavyssos (10 min)       | –         | 119,55 km |
| Frazione 1 | 6 giu  | PS1    | 12:59  | Marlboro Super Stage                  | 2,40 km   | 119,55 km |
| Frazione 1 | 6 giu  |        | 13:05  | Assistenza – Anavyssos (20 min)       | –         | 119,55 km |
| Frazione 1 | 7 giu  |        | 08:08  | Assistenza – Agioi Theodoroi (10 min) | –         | 119,55 km |
| Frazione 1 | 7 giu  | PS2    | 08:31  | Agii Theodori 1                       | 26,25 km  | 119,55 km |
| Frazione 1 | 7 giu  | PS3    | 09:44  | Marlboro Pateras 1                    | 7,46 km   | 119,55 km |
| Frazione 1 | 7 giu  |        | 10:22  | Assistenza – Oinoi (20 min)           | –         | 119,55 km |
| Frazione 1 | 7 giu  | PS4    | 11:11  | Telestet Skourta 1                    | 20,69 km  | 119,55 km |
| Frazione 1 | 7 giu  | PS5    | 11:49  | Klidi 1                               | 15,48 km  | 119,55 km |
| Frazione 1 | 7 giu  | PS6    | 12:22  | Eurobank Thiva 1                      | 20,12 km  | 119,55 km |
| Frazione 1 | 7 giu  |        | 13:57  | Assistenza – Oinoi (20 min)           | –         | 119,55 km |
| Frazione 1 | 7 giu  | PS7    | 14:34  | Kitheronas 1                          | 10,77 km  | 119,55 km |
| Frazione 1 | 7 giu  | PS8    | 15:32  | Kineta 1                              | 16,38 km  | 119,55 km |
| Frazione 1 | 7 giu  |        | 16:07  | Assistenza – Agioi Theodoroi (20 min) | –         | 119,55 km |
|            |        |        |        |                                       |           |           |
| Frazione 2 | 8 giu  |        | 08:45  | Assistenza – Itea (10 min)            | –         | 166,51 km |
| Frazione 2 | 8 giu  | PS9    | 09:07  | Bauxites - Karoutes                   | 28,85 km  | 166,51 km |
| Frazione 2 | 8 giu  | PS10   | 10:20  | Telestet Stromi - Inohori             | 22,89 km  | 166,51 km |
| Frazione 2 | 8 giu  |        | 11:03  | Assistenza – Gravia (20 min)          |           | 166,51 km |
| Frazione 2 | 8 giu  | PS11   | 11:50  | Eurobank Drimea                       | 25,29 km  | 166,51 km |
| Frazione 2 | 8 giu  | PS12   | 12:53  | Pavliani                              | 25,06 km  | 166,51 km |
| Frazione 2 | 8 giu  |        | 14:03  | Assistenza – Gravia (20 min)          | –         | 166,51 km |
| Frazione 2 | 8 giu  | PS13   | 14:35  | Marlboro Gravia                       | 25,58 km  | 166,51 km |
| Frazione 2 | 8 giu  | PS14   | 15:56  | Livadia                               | 11,69 km  | 166,51 km |
| Frazione 2 | 8 giu  |        | 16:21  | Assistenza – Kouros (20 min)          |           | 166,51 km |
| Frazione 2 | 8 giu  | PS15   | 17:56  | Kitheronas 2                          | 10,77 km  | 166,51 km |
| Frazione 2 | 8 giu  | PS16   | 18:54  | Kineta 2                              | 16,38 km  | 166,51 km |
| Frazione 2 | 8 giu  |        | 20:14  | Assistenza – Agioi Theodoroi (45 min) | –         | 166,51 km |
|            |        |        |        |                                       |           |           |
| Frazione 3 | 9 giu  |        | 09:08  | Assistenza – Agioi Theodoroi (10 min) | –         | 90,00 km  |
| Frazione 3 | 9 giu  | PS17   | 09:31  | Agii Theodori 2                       | 26,25 km  | 90,00 km  |
| Frazione 3 | 9 giu  | PS18   | 10:44  | Marlboro Pateras 2                    | 7,46 km   | 90,00 km  |
| Frazione 3 | 9 giu  |        | 11:22  | Assistenza – Oinoi (20 min)           | –         | 90,00 km  |
| Frazione 3 | 9 giu  | PS19   | 12:11  | Telestet Skourta 2                    | 20,69 km  | 90,00 km  |
| Frazione 3 | 9 giu  | PS20   | 12:49  | Klidi 2                               | 15,48 km  | 90,00 km  |
| Frazione 3 | 9 giu  | PS21   | 13:22  | Eurobank Thiva 1                      | 20,12 km  | 90,00 km  |
| Frazione 3 | 9 giu  |        | 14:57  | Assistenza – Oinoi (20 min)           | –         | 90,00 km  |
| Totale     | Totale | Totale | Totale | Totale                                | Totale    | 376,06 km |

## Risultati

### Classifica
| Pos.                                 | Nº       | Pilota             | Co-pilota            | Auto                         | Squadra                       | Classe       | Tempo     | Distacco   | Punti    |
| Generale                             | Generale | Generale           | Generale             | Generale                     | Generale                      | Generale     | Generale  | Generale   | Generale |
| ------------------------------------ | -------- | ------------------ | -------------------- | ---------------------------- | ----------------------------- | ------------ | --------- | ---------- | -------- |
| 1.                                   | 5        | Richard Burns      | Robert Reid          | Subaru Impreza WRC99         | Subaru World Rally Team       | WRC          | 4h21'21"2 | –          | 10       |
| 2.                                   | 3        | Carlos Sainz       | Luis Moya            | Toyota Corolla WRC           | Toyota Castrol Team           | WRC          | 4h22'22"5 | +1'01"3    | 6        |
| 3.                                   | 1        | Tommi Mäkinen      | Risto Mannisenmäki   | Mitsubishi Lancer Evo VI     | Marlboro Mitsubishi Ralliart  | WRC          | 4h25'01"2 | +3'40"0    | 4        |
| 4.                                   | 2        | Freddy Loix        | Sven Smeets          | Mitsubishi Carisma GT Evo VI | Marlboro Mitsubishi Ralliart  | WRC          | 4h25'33"6 | +4'12"4    | 3        |
| 5.                                   | 23       | Markko Märtin      | Toomas Kitsing       | Toyota Corolla WRC           | -                             | WRC          | 4h30'02"7 | +8'41"5    | 2        |
| 6.                                   | 16       | Leonídas Kyrkos    | Ioánnis Stavropoulos | Ford Escort WRC              | -                             | WRC          | 4h35'17"7 | +13'56"5   | 1        |
| 7.                                   | 22       | Luis Climent       | Álex Romaní          | Subaru Impreza 555           | Valencia Terra y Mar          | WRC / TC     | 4h35'25"1 | +14'03"9   | -        |
| 8.                                   | 21       | Abdullah Bakhashab | Michael Park         | Toyota Corolla WRC           | Toyota Team Saudi Arabia      | WRC / TC     | 4h36'18"5 | +14'57"3   | -        |
| 9.                                   | 25       | Toshihiro Arai     | Roger Freeman        | Subaru Impreza WRC98         | Subaru Allstars Endless Sport | WRC          | 4h37'05"6 | +15'44"4   | -        |
| 10.                                  | 24       | Frédéric Dor       | Didier Breton        | Subaru Impreza WRC98         | F.Dor Rally Team              | WRC / TC     | 4h39'16"4 | +17'55"2   | -        |
| Campionato piloti vetture produzione |          |                    |                      |                              |                               |              |           |            |          |
| 1. (11.)                             | 31       | Hamed Al-Wahaibi   | Tony Sircombe        | Mitsubishi Lancer Evo V      | Team Mitsubishi Oman          | N4 / PWRC TC | 4h41'35"7 | –          | 13       |
| 2. (17.)                             | 47       | Ramón Ferreyros    | Gonzalo Saenz        | Subaru Impreza WRX           | -                             | N4 / PWRC    | 5h01'26"9 | +19'51"2   | 8        |
| 3. (19.)                             | 49       | Gaby Goudezeune    | Filip De Pelsemaeker | Subaru Impreza 555           | -                             | N4 / PWRC    | 5h16'01"5 | +34'25"8   | 5        |
| 4. (21.)                             | 56       | Dimitris Nassoulas | Josef Galerakis      | Mitsubishi Lancer Evo III    | -                             | N4 / PWRC 2L | 5h24'46"0 | +43'10"3   | 3        |
| 5. (42.)                             | 55       | Nigel Heath        | Jeff Ashfield        | Subaru Impreza WRX           | -                             | N4 / PWRC    | 6h13'29"2 | +1h31'53"5 | 2        |
| Coppa FIA squadre                    |          |                    |                      |                              |                               |              |           |            |          |
| 1. (7.)                              | 22       | Luis Climent       | Álex Romaní          | Subaru Impreza 555           | Valencia Terra y Mar          | WRC / TC     | 4h35'25"1 | –          | 10       |
| 2. (8.)                              | 21       | Abdullah Bakhashab | Michael Park         | Toyota Corolla WRC           | Toyota Team Saudi Arabia      | WRC / TC     | 4h36'18"5 | +53"4      | 6        |
| 3. (10.)                             | 24       | Frédéric Dor       | Didier Breton        | Subaru Impreza WRC98         | F.Dor Rally Team              | WRC / TC     | 4h39'16"4 | +3'51"3    | 4        |
| 4. (11.)                             | 31       | Hamed Al-Wahaibi   | Tony Sircombe        | Mitsubishi Lancer Evo V      | Team Mitsubishi Oman          | N4 / TC PWRC | 4h41'35"7 | +6'10"6    | 3        |
| Coppa FIA 2 litri costruttori        |          |                    |                      |                              |                               |              |           |            |          |
| 1. (15.)                             | 27       | Kenneth Eriksson   | Staffan Parmander    | Hyundai Coupé Kit Car Evo2   | Hyundai Motorsport            | A7 / 2L      | 4h55'57"1 | –          | 10       |
| 2. (16.)                             | 40       | Kris Princen       | Dany Colebunders     | Renault Mégane Maxi          | Renault Sport Belgium         | A7 / 2L      | 4h58'57"2 | 3'00"1     | 6        |
| 3. (20.)                             | 56       | "Leonidas"         | Maria Pavli-Korre    | Renault Mégane Maxi          | -                             | A7 / 2L      | 5h22'31"5 | +23'34"3   | 4        |
| 4. (40.)                             | 81       | Ioannis Margaronis | Konstantinos Mikes   | Hyundai Accent               | -                             | A6 / 2L      | 6h03'10"0 | +1h07'12"9 | 3        |

| Principali ritiri | Principali ritiri | Principali ritiri | Principali ritiri | Principali ritiri    | Principali ritiri       | Principali ritiri | Principali ritiri | Principali ritiri |
| PS                | Nº                | Pilota            | Co-pilota         | Auto                 | Squadra                 | Classe            | Causa             | Pos.              |
| ----------------- | ----------------- | ----------------- | ----------------- | -------------------- | ----------------------- | ----------------- | ----------------- | ----------------- |
| PS 2              | 15                | Marcus Grönholm   | Timo Rautiainen   | Peugeot 206 WRC      | Peugeot Esso            | WRC               | Frizione          | 1º                |
| PS 6              | 4                 | Didier Auriol     | Denis Giraudet    | Toyota Corolla WRC   | Toyota Castrol Team     | WRC               | Sospensione       | 7º                |
| PS 6              | 8                 | Thomas Rådström   | Fred Gallagher    | Ford Focus WRC       | Ford Motor Co Ltd       | WRC               | Motore            | 12º               |
| PS 8              | 9                 | Harri Rovanperä   | Risto Pietiläinen | SEAT Córdoba WRC     | SEAT Sport              | WRC               | Incidente         | 8º                |
| PS 12             | 6                 | Juha Kankkunen    | Juha Repo         | Subaru Impreza WRC99 | Subaru World Rally Team | WRC               | Sospensione       | 8º                |
| PS 16             | 7                 | Colin McRae       | Nicky Grist       | Ford Focus WRC       | Ford Motor Co Ltd       | WRC               | Cambio            | 7º                |
| PS 16             | 10                | Piero Liatti      | Carlo Cassina     | SEAT Córdoba WRC     | SEAT Sport              | WRC               | Incidente         | 5º                |
| PS 19             | 14                | François Delecour | Daniel Grataloup  | Peugeot 206 WRC      | Peugeot Esso            | WRC               | Cambio            | 6º                |

Legenda
| Icona | Classe                                                                                  |
| ----- | --------------------------------------------------------------------------------------- |
| WRC   | Equipaggio che può conquistare punti per il campionato costruttori WRC                  |
| WRC   | Equipaggio di classe A8 che non può conquistare punti per il campionato costruttori WRC |
| PWRC  | Equipaggio registrato al campionato PWRC                                                |
| 2L    | Equipaggio registrato alla Coppa FIA 2 litri costruttori                                |
| TC    | Equipaggio registrato alla Coppa FIA squadre                                            |
|       | Ulteriori classificazioni                                                               |

### Prove speciali
| Frazione   | Data   | Prova | Ora   | Nome                      | Lunghezza | Vincitori                          | Tempo   | Leader del rally                 |
| ---------- | ------ | ----- | ----- | ------------------------- | --------- | ---------------------------------- | ------- | -------------------------------- |
| Frazione 1 | 6 giu  | PS1   | 12:59 | Marlboro Super Stage      | 2,40 km   | Marcus Grönholm Timo Rautiainen    | 2'15"6  | Marcus Grönholm Timo Rautiainen  |
| Frazione 1 | 7 giu  | PS2   | 08:31 | Agii Theodori 1           | 26,25 km  | Colin McRae Nicky Grist            | 20'38"0 | Colin McRae Nicky Grist          |
| Frazione 1 | 7 giu  | PS3   | 09:44 | Marlboro Pateras 1        | 7,46 km   | Richard Burns Robert Reid          | 4'10"1  | Thomas Rådström Fred Gallagher   |
| Frazione 1 | 7 giu  | PS4   | 11:11 | Telestet Skourta 1        | 20,69 km  | Richard Burns Robert Reid          | 10'31"0 | Juha Kankkunen Juha Repo         |
| Frazione 1 | 7 giu  | PS5   | 11:49 | Klidi 1                   | 15,48 km  | Richard Burns Robert Reid          | 10'14"4 | Richard Burns Robert Reid        |
| Frazione 1 | 7 giu  | PS6   | 12:22 | Eurobank Thiva 1          | 20,12 km  | Richard Burns Robert Reid          | 16'10"0 | Richard Burns Robert Reid        |
| Frazione 1 | 7 giu  | PS7   | 14:34 | Kitheronas 1              | 10,77 km  | Juha Kankkunen Juha Repo           | 6'32"3  | Richard Burns Robert Reid        |
| Frazione 1 | 7 giu  | PS8   | 15:32 | Kineta 1                  | 16,38 km  | François Delecour Daniel Grataloup | 8'38"6  | Colin McRae Nicky Grist          |
|            |        |       |       |                           |           |                                    |         |                                  |
| Frazione 2 | 8 giu) | PS9   | 09:07 | Bauxites - Karoutes       | 28,85 km  | Richard Burns Robert Reid          | 18'00"3 | Richard Burns Robert Reid        |
| Frazione 2 | 8 giu) | PS10  | 10:20 | Telestet Stromi - Inohori | 22,89 km  | Richard Burns Robert Reid          | 18'27"5 | Richard Burns Robert Reid        |
| Frazione 2 | 8 giu) | PS11  | 11:50 | Eurobank Drimea           | 25,29 km  | Tommi Mäkinen Risto Mannisenmäki   | 17'26"5 | Tommi Mäkinen Risto Mannisenmäki |
| Frazione 2 | 8 giu) | PS12  | 12:53 | Pavliani                  | 25,06 km  | Richard Burns Robert Reid          | 20'59"4 | Richard Burns Robert Reid        |
| Frazione 2 | 8 giu) | PS13  | 14:35 | Marlboro Gravia           | 25,58 km  | Richard Burns Robert Reid          | 18'18"6 | Richard Burns Robert Reid        |
| Frazione 2 | 8 giu) | PS14  | 15:56 | Livadia                   | 11,69 km  | Tommi Mäkinen Risto Mannisenmäki   | 9'36"0  | Richard Burns Robert Reid        |
| Frazione 2 | 8 giu) | PS15  | 17:56 | Kitheronas 2              | 10,77 km  | Tommi Mäkinen Risto Mannisenmäki   | 6'30"1  | Richard Burns Robert Reid        |
| Frazione 2 | 8 giu) | PS16  | 18:54 | Kineta 2                  | 16,38 km  | Richard Burns Robert Reid          | 8'36"0  | Richard Burns Robert Reid        |
|            |        |       |       |                           |           |                                    |         | Richard Burns Robert Reid        |
| Frazione 3 | 9 giu) | PS17  | 09:31 | Agii Theodori 2           | 26,25 km  | Richard Burns Robert Reid          | 20'48"2 | Richard Burns Robert Reid        |
| Frazione 3 | 9 giu) | PS18  | 10:44 | Marlboro Pateras 2        | 7,46 km   | Richard Burns Robert Reid          | 4'22"0  | Richard Burns Robert Reid        |
| Frazione 3 | 9 giu) | PS19  | 12:11 | Telestet Skourta 2        | 20,69 km  | Richard Burns Robert Reid          | 10'54"9 | Richard Burns Robert Reid        |
| Frazione 3 | 9 giu) | PS20  | 12:49 | Klidi 2                   | 15,48 km  | Tommi Mäkinen Risto Mannisenmäki   | 10'21"8 | Richard Burns Robert Reid        |
| Frazione 3 | 9 giu) | PS21  | 13:22 | Eurobank Thiva 1          | 20,12 km  | Tommi Mäkinen Risto Mannisenmäki   | 16'21"2 | Richard Burns Robert Reid        |

## Classifiche mondiali
Classifica piloti
| Pos. | Pos. | Pilota            | Punti |
| ---- | ---- | ----------------- | ----- |
| 1    |      | Tommi Mäkinen     | 36    |
| 2    |      | Didier Auriol     | 32    |
| 3    | 1    | Carlos Sainz      | 29    |
| 4    | 1    | Colin McRae       | 23    |
| 5    | 2    | Richard Burns     | 23    |
| 6    | 1    | Philippe Bugalski | 20    |
| 7    | 1    | Juha Kankkunen    | 18    |
| 8    |      | Jesús Puras       | 6     |
| 9    | 1    | Freddy Loix       | 6     |
| 10   | 1    | Thomas Rådström   | 5     |
| 11   |      | François Delecour | 3     |
| 11   |      | Ian Duncan        | 3     |
| 13   |      | Bruno Thiry       | 3     |
| 14   | N    | Markko Märtin     | 2     |
| 15   | 1    | Petter Solberg    | 2     |
| 16   | 1    | Harri Rovanperä   | 1     |
| 17   | 1    | Piero Liatti      | 1     |
| 18   | N    | Leonidas Kirkos   | 1     |

Classifica costruttori WRC
| Pos. | Pos. | Squadra                      | Punti |
| ---- | ---- | ---------------------------- | ----- |
| 1    |      | Toyota Castrol Team          | 73    |
| 2    |      | Marlboro Mitsubishi Ralliart | 48    |
| 3    |      | Subaru World Rally Team      | 46    |
| 4    |      | Ford Motor Co Ltd            | 35    |
| 5    |      | SEAT Sport                   | 8     |
| 6    | N    | Škoda Motorsport             | 3     |